# Augustus Addison Gould
Augustus Addison Gould, född 23 april 1805 i New Ipswich, New Hampshire, död 15 september 1866 i Boston, var en amerikansk zoolog.
Gould blev medicine doktor 1830 och vann stort anseende som läkare i Boston, men ägnade sig även, i samarbete med Amos Binney, åt studiet av molluskerna, av vilka han var en bland de framgångsrikaste kännarna i USA. Utöver alla bidrag till de av Boston Society of Natural History utgivna skrifter publicerade Gould The Mollusca and Shells of the United States och Report of the Invertebrate of Massachusetts.